# 银街 (南卡罗来纳州)
银街（英文：Silverstreet），是美国南卡罗来纳州下属的一座城市。城市类型是“Town”。其面积大约为7.7平方英里（19.94平方公里）。根据2010年美国人口普查，该市有人口162人，人口密度约为每平方 英里21.04人（约合每平方公里8.12人）。